# Хедьи, Эмануэль
Эмануэль Хедьи (венг. Hegyi Emánuel; 25 марта 1877, Пресбург — 29 марта 1944, Будапешт) — венгерский пианист и музыкальный педагог.

## Биография
С детства занимался музыкой, однако по настоянию семьи получил юридическое образование и работал в суде в Сигете. Уже в зрелом возрасте решил вернуться к музыке и в 1906 г. в возрасте 29 лет поступил в Академию Ференца Листа, окончив её в 1910 г. по классам Арпада Сенди (фортепиано) и Белы Сабадоша (композиция). В 1914-1942 гг. преподавал там же. Концертировал преимущественно с романтическим репертуаром (Феликс Мендельсон, Фридерик Шопен, Ференц Лист). И как исполнитель, и как педагог Хедьи имел репутацию основательного, но весьма консервативного специалиста; модернистски настроенный ученик Хедьи Шандор Вереш вспоминал, что к третьему году обучения их с Хедьи взаимное непонимание достигло таких масштабов, что Вереш отказался от занятий с педагогом вовсе и готовился к экзамену самостоятельно. У Хедьи учились также Геза Анда, Режё Кокай и др.